# Neivamyrmex longiscapus
Neivamyrmex longiscapus é uma espécie de formiga do gênero Neivamyrmex.